# Aulon, Haute-Garonne
Aulon là một xã thuộc tỉnh Haute-Garonne trong vùng Occitanie tây nam nước Pháp. Xã nằm ở khu vực có độ cao trung bình 310 mét trên mực nước biển.